# August Wilhelm von Dehn
August Wilhelm von Dehn (* 1716; † 1776) war seit 1768 dänischer Baron von Dehn auf dem 1770 errichteten Fideikommiss-Majorat Ludwigsburg auf der Halbinsel Schwansen im Herzogtum Schleswig, das er 1771 von seinem Onkel erbte, und Träger des Danebrog-Ordens.

## Leben
August Wilhelm von Dehn war Braunschweig-Wolfenbütteler Hofmarschall und Ritter vom Danebrog-Orden und mit einer Baronesse von Winterfeld verheiratet. Er erbte das Gut Ludwigsburg bei Eckernförde von Friedrich Ludwig von Dehn (1697–1771, bis 1768 dänischer Statthalter von Schleswig und Holstein), der das Gut von 1742 bis 1744 zu einem herrschaftlichen Anwesen erweitert hatte. August Wilhelm war der einzige männliche Träger des Namens von Dehn und erbte das Gut mit der Bestimmung, falls er ohne Nachkommen sterben sollte (was auch der Fall war), solle die älteste Tochter seines vorverstorbenen Halbbruders Johann Friedrich Christian von Dehn (1714–1766, dänischer Kammerherr und Oberst), Sophie Charlotte Friederike Freiin von Dehn, Erbin des Fideikommiss sein.